# 櫻町

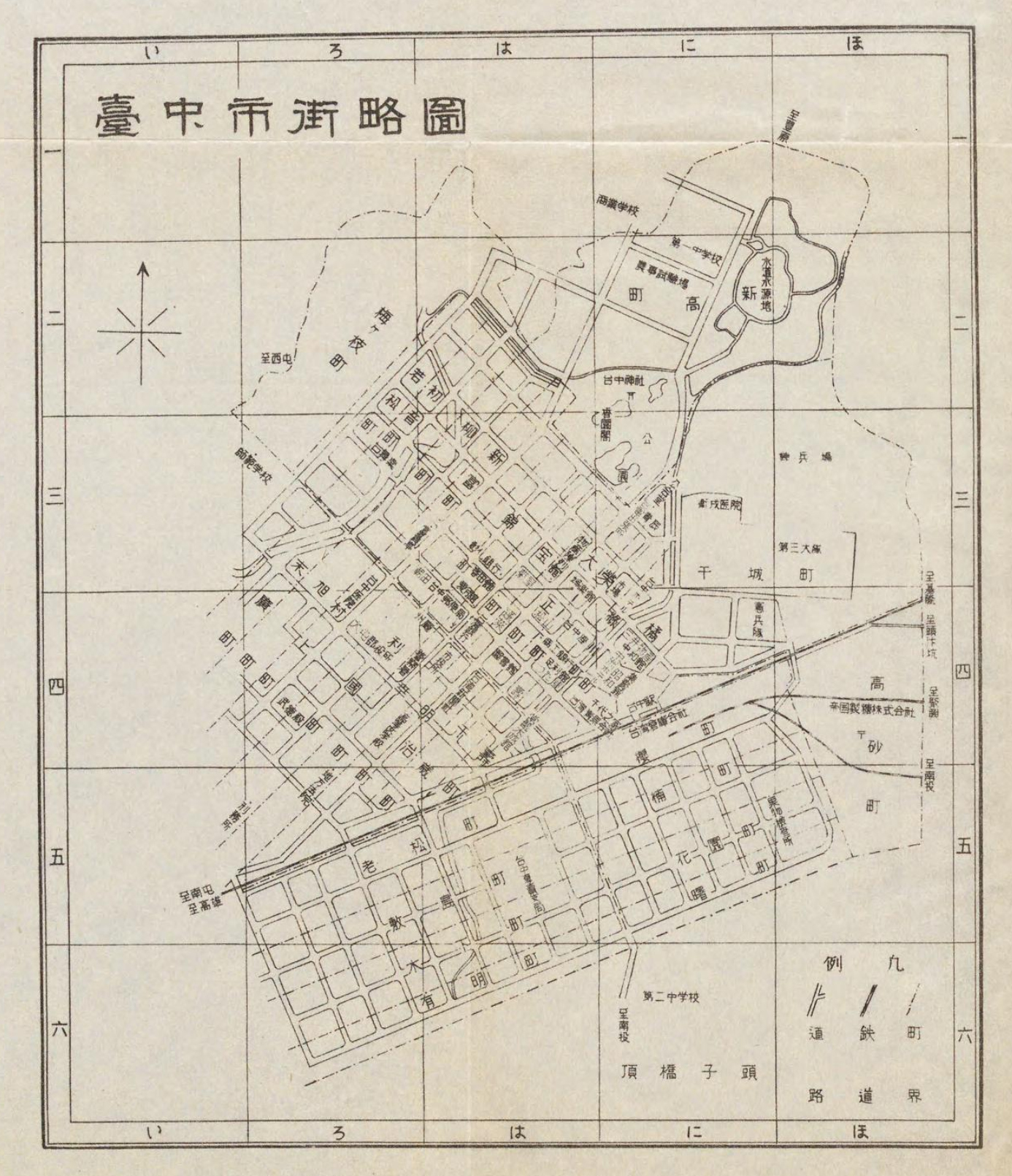
臺中市街略圖

櫻町為台灣日治時期臺中州臺中市的町，分為六丁目，位於臺中車站後方；其最初在1916年公告為通稱町名，在1926年4月1日的町名改正公告中才正式設立，原臺中市大字的臺中改為31個町。櫻町通為現今復興路四段。

## 町內設施
一丁目
二丁目
- 臺灣倉庫株式會社台中出張所
- 臺灣電力株式會社櫻町散宿所

三丁目
- 中南站
- 高雄新報社台中支局

四丁目
- 天外天劇場

五丁目
六丁目
- 台中輕鐵株式會社台中出張所